# 新日本石油化学
新日本石油化学株式会社（しんにほんせきゆかがく）は、かつて存在した新日本石油グループの石油化学メーカー。2008年（平成20年）4月に新日本石油の石油精製を担う新日本石油精製に吸収合併された。

## 事業所
- 本社
  - 神奈川県川崎市川崎区夜光2丁目3-1
- 川崎事業所
  - 川崎工場（塩浜・浮島地区） - 神奈川県川崎市川崎区夜光2丁目3-1
  - 浮島工場（浮島地区） - 神奈川県川崎市川崎区浮島町10-10

## 製品
- 川崎工場
  - ブタジエン・ベンゼン・トルエン・キシレン・ノルマルヘキサン・アルキルベンゼン・ポリブテン・ポリイソブチレンなど
- 浮島工場
  - エチレン・プロピレン・ノルマルパラフィン・イソプロパノール・オルソキシレン・パラキシレン・シクロヘキサンなど

## 沿革
- 1955年（昭和30年）8月11日 - 日本石油化学株式会社設立。
- 1957年（昭和32年）5月 - 川崎工場塩浜地区完成。
- 1959年（昭和34年）5月 - 川崎工場千鳥地区完成。
- 1969年（昭和44年）11月 - 浮島工場設置。
- 2002年（平成14年）6月 - 新日本石油化学株式会社に社名変更。
- 2006年（平成18年）4月1日 - 管理部門・研究開発部門・販売部門を新日本石油に統合。
- 2006年（平成18年）6月23日 - ソルベント製造装置運転開始、新日本石油加工新潟工場の製造を移管。
- 2008年（平成20年）4月1日 - 新日本石油精製に合併。